# لیزابث اسکات
لیزابث اسکات (انگلیسی: Lizabeth Scott؛ ۲۹ سپتامبر ۱۹۲۲ – ۳۱ ژانویهٔ ۲۰۱۵) یک هنرپیشه اهل ایالات متحده آمریکا بود. وی بین سال‌های ۱۹۴۲ تا ۱۹۷۲ میلادی فعالیت می‌کرد.
از فیلم‌ها یا برنامه‌های تلویزیونی که وی در آن نقش داشته است می‌توان به خشم صحرا اشاره کرد.